# 타라네 알리두스티
타라네 알리두스티(페르시아어: ترانه عليدوستی, 영어: Taraneh Alidoosti, 1984년 1월 12일 ~ )는 이란의 배우이다. 2002 파즈르 국제 영화제 여우주연상을 받았다. 국제적으로는 아카데미 외국어 영화상을 받은 《세일즈맨》(2016)의 주연으로 제일 많이 알려져 있다.
아버지 하미드 알리두스티는 이란의 축구 선수·감독이다.
2002년 《I'm Taraneh, 15》에서 자신의 아이를 홀로 키우는 15세 소녀 역으로 데뷔했다. 이 영화로 로카르노 영화제 여우주연상을 받았고, 파즈르 국제 영화제에서는 여우주연상을 역대 최연소로 받았다. 2016년에 주연으로 출연한 영화 《세일즈맨》이 제89회 아카데미 외국어 영화상 후보에 오르면서 2017년 시상식에 초청받았지만, 트럼프 행정부가 이란인의 미국 입국을 금지시키기 위해 내렸던 명령인 행정명령 13769호에 항의하는 의미로 감독 등과 함께 참석을 거부했다.
2022년 12월 알리두스티는 마흐사 아미니 시위에 참가한 모센 세카리의 사형 집행을 비판하며 인스타그램에 “침묵은 압제자를 지지할 뿐”이라 말했다. 며칠 뒤 이란 당국에 의해 체포됐다.

## 작품 목록
- 아름다운 도시 (2004)
- 불꽃놀이 (2006)
- 쉬린 (2008)
- 어바웃 엘리 (2009)
- 세일즈맨 (2016)
- 레일라의 형제들 (2022)